# Conophis vittatus
La culebra guardacaminos rayada (Conophis vittatus)  es una especie de serpiente que pertenece al género Conophis. Es nativo de la vertiente del Pacífico de México, y del occidente de Guatemala. Es una especie terrestre que vive en una amplia gama de hábitats, incluyendo bosque tropical seco, pastizales, mangle, áreas cultivadas y zonas urbanas. Su rango altitudinal oscila entre 0 y 1000 m s. n. m..

## Taxonomía
Se reconocen las siguientes subespecies:
- Conophis vittatus viduus Cope, 1876
- Conophis vittatus vittatus Peters, 1860